# The Fiery Furnaces
The Fiery Furnaces est un groupe de rock indépendant américain, originaire de Brooklyn, dans l'État de New York. Il est formé en 2000 par Matthew et Eleanor Friedberger, deux frères et sœurs pourtant originaires d'Oak Park, dans l'Illinois. Le label Rough Trade les signe en 2002.
Le groupe se met en pause, et reste inactif depuis mai 2011.

## Biographie
The Fiery Furnaces est formé en 2000 par Matthew et Eleanor Friedberger, deux frères et sœurs originaires d'Oak Park, dans l'Illinois. Ils signent avec le label Rough Trade en 2002, et publient leur premier album, Gallowsbird's Bark, la même année. Publié en 2003, il est souvent comparé par la presse avec The White Stripes par ses éléments de garage blues, et par le fait que les membres soient frère et sœur.
Matthew est principalement responsable de l'instrumentation et l'écriture, et Eleanor s'occupe de la majeure partie des morceaux vocaux. Le batteur Andy Knowles et le bassiste Toshi Yano participeront à leur tournée en 2004. Débutant avec une performance au festival All Tomorrow's Parties en avril 2004 à Camber Sands, en Angleterre, leurs performances durent près d'une heure sans discontinuer avec des snippets de tous leurs morceaux. La plupart du temps, leurs morceaux sont mélangés ensemble pour créer un son unique. The Fiery Furnaces publie un deuxième album, Blueberry Boat, en été 2004. Il est souvent interprété comme un album-concept aux multiples facettes. Quay Cur, le morceau-titre de dix minutes sur Blueberry Boat. Ce single, comme pour leurs précédents morceaux, n'est publié uniquement qu'au Royaume-Uni, alors en janvier 2005, le groupe publie une compilation de 44 minutes simplement intitulée EP. EP comprend deux nouveaux morceaux, chacun des singles et faces B du groupe (à l'exception d'une version alternée de We Got Back the Plague sur le single Tropical Ice-Land).
Leur album qui suit, Rehearsing My Choir, publié en octobre 2005, assiste un retour au son expérimental du groupe. Un album-concept avec la grand-mère de Friedbergers, Olga Sarantos, narrant l'histoire de sa vie, Rehearsing My Choir, reçoit une critique mitigée de la part des médias et des fans. Jason Loewenstein de Sebadoh et Bob D'Amico se joignent au groupe en tournée, remplaçant Toshi Yano et Andy Knowles. Le groupe publie un cinquième album, intitulé Bitter Tea, en avril 2006. Lors d'entretiens, il explique que l'album s'inspire du groupe de synthpop Devo, et Eleanor Friedberger explique que l'album est « définitivement le plus pop qu'ils n'aient jamais fait. »
Matthew Friedberger sort Winter Women and Holy Ghost Language School en août 2006, deux albums séparés empaqueté en un double album. D'après la presse spécialisée, Winter Women « devait être un album estival, plein de morceaux pop mémorables et entrainants » alors que Holy Ghost Language School est comme « un album de Faust, The Residents, ou quelques moments en solo de Brian Eno. »
Le groupe effectue une courte tournée en octobre en novembre 2006, avec le groupe de rock expérimental de San Francisco, Deerhoof. Cette tournée voit Matthew aux claviers, Eleanor au chant, Jason Loewenstein à la guitare wah-wah, Bob D'Amico à la batterie, et Michael Goodman aux percussions. Les morceaux comprennent des éléments tropical/salsa. En juin 2007, The Chicago Reader annonce la signature du groupe au label Thrill Jockey et la sortie de leur album Widow City pour le 9 octobre 2007. Une compilation live, Remember, est publié le 16 août 2008. Leur septième album, I'm Going Away, est publié le 21 juillet 2009 aux États-Unis au label Thrill Jockey.

### Pause
The Fiery Furnaces se met en pause après une longue tournée en 2011. Leur dernier concert se fait le 27 mai 2011 au festival Primavera Sound de Barcelone. Le 12 juillet 2011, Eleanor Friedberger publie son premier album solo, Last Summer.

## Membres
- Matthew Friedberger - chant, guitare, synthétiseur, orgue
- Eleanor Friedberger - chant, guitare

## Discographie

### Albums studio
- 2003 : Gallowbird's Bark
- 2004 : Blueberry Boat
- 2005 : EP
- 2005 : Rehearsing My Choir
- 2006 : Bitter Tea
- 2007 : Widow City
- 2008 : Remember
- 2009 : I'm Going Away

### Singles
- 2003 : Crystal Clear
- 2004 : Tropical Ice-Land
- 2004 :  Single Again

### Compilations
- Uncut - White Riot : A Tribute To The Clash Volume 1 (2003)
- Stop Me If You Think You've Heard This One (2003)
- Rough Trade Shops : Counter Culture 2003 (2004)
- The Rough Trade Field Guide To Music Volume One (2004)
- Sunday Nights - The Songs Of Junior Kimbrough (2005)
- This Bird Has Flown : A 40th Anniversary Tribute to the Beatles' Rubber Soul (2005)